# Amber English
Amber English (Colorado Springs, 25 de octubre de 1989) es una deportista estadounidense que compite en tiro, en la modalidad de tiro al plato.
Participó en los Juegos Olímpicos de Tokio 2020, obteniendo una medalla de oro en la prueba de skeet. Ganó una medalla de bronce en el Campeonato Mundial de Tiro de 2018, en la misma prueba.

## Palmarés internacional
| Juegos Olímpicos   | Juegos Olímpicos         | Juegos Olímpicos  | Juegos Olímpicos |
| Año                | Lugar                    | Medalla           | Prueba           |
| ------------------ | ------------------------ | ----------------- | ---------------- |
| 2020               | Tokio (Japón)            | Medalla de oro    | Skeet            |
| Campeonato Mundial |                          |                   |                  |
| Año                | Lugar                    | Medalla           | Prueba           |
| 2018               | Changwon (Corea del Sur) | Medalla de bronce | Skeet            |